# Karl-Heinz Teuber
Karl-Heinz Teuber (* 26. Dezember 1907 in Glogau; † 15. Juni 1961) war ein deutscher Zahnarzt in Konzentrationslagern und SS-Führer, zuletzt im Rang eines SS-Sturmbannführers.

## Leben
Der promovierte Zahnarzt Teuber war Mitglied der SS (SS-Nr. 16.191) und trat im Mai 1937 der NSDAP (Mitgliedsnummer 4.659.925) bei. Ab 1939 gehörte er der SS-Verfügungstruppe an. Während des Zweiten Weltkrieges war er ab Juni 1941 Leiter der Zahnstation im KZ Dachau und wurde von dort im November 1942 in das KZ Auschwitz versetzt, wo er von Mitte Dezember 1942 bis Mitte Juli 1943 ebenfalls die Zahnstation leitete. Laut einer Nachkriegsaussage des SS-Sanitätsdienstgrades Friedrich Ontl verrichtete er auch Rampendienst, d. h., er nahm an Selektionen der ins Lager verbrachten Menschen teil. Im Juni 1943 wurde ihm das Kriegsverdienstkreuz II. Klasse mit Schwertern verliehen, was eine Beteiligung an Morden nahelegt. Anfang August 1943 wurde er zur 8. SS-Kavalleriedivision versetzt und 1945 zum Dienst an die SS-Junkerschule in Braunschweig kommandiert. Er stieg bei der Waffen-SS noch 1945 zum SS-Sturmbannführer auf, seinem höchsten erreichten SS-Rang.
Nach Kriegsende wurde er 1948 in Krakau zu einer vierjährigen Haftstrafe verurteilt, jedoch erst 1955 aus dem Gefängnis in die Bundesrepublik entlassen. Danach führte er eine Zahnarztpraxis in Timmendorfer Strand. Er starb am 15. Juni 1961 im Krankenhaus infolge einer schweren Lebererkrankung. Eine geplante Vernehmung im Zuge des ersten Frankfurter Auschwitzprozesses kam durch Teubers Tod nicht mehr zustande.